# آنانیا چاترجی
آنانیا چاترجی (انگلیسی: Ananya Chatterjee؛ زادهٔ ۱۶ ژانویهٔ ۱۹۷۷) هنرپیشه اهل هند است.
از فیلم‌ها یا برنامه‌های تلویزیونی که وی در آن نقش داشته است می‌توان به لپ‌تاپ اشاره کرد. وی در سال ۲۰۰۹ برنده جایزه ملی فیلم بهترین بازیگر زن شده است.
او در فیلم ابدی بازی کرده است.